# Кам'яна доба (фільм, 1917)
Кам'яна доба (англ. The Stone Age) — американська короткометражна кінокомедія Ферріса Гартмана 1917 року.

## У ролях
- Аль Ст. Джон
- Мері Турман
- Вейленд Траск
- Рут Черчілль
- Мей Веллс